# Landeswaldgesetz (Mecklenburg-Vorpommern)
Das Waldgesetz für das Land Mecklenburg-Vorpommern (LWaldG) regelt das Forstrecht auf dem Gebiet des Bundeslandes Mecklenburg-Vorpommern. Der amtliche Kurztitel lautet Landeswaldgesetz.

## Rechtsgrundlagen
Die von den Waldgesetzen betroffenen Rechtsgebiete unterliegen nach Art. 74 GG der konkurrierenden Gesetzgebung. In Form des Bundeswaldgesetzes hat der Bund von seiner Gesetzgebungskompetenz gebraucht gemacht, jedoch hier lediglich einen Rahmen gesetzt, in dem sich die Landeswaldgesetze bewegen sollen. Zusätzlich erlaubt Art. 72 Abs. 3 GG den Ländern das Erlassen abweichender Regelungen in den Gebieten von Naturschutz und Landschaftspflege, der Bodenverteilung und der Raumordnung.

## Geltungsbereich
Das Gesetz gilt für Wälder im Bundesland Mecklenburg-Vorpommern. Als Wald gelten Flächen von mindestens 0,2 Hektar, die flächenhaft mit Waldbaum- oder -straucharten bestanden ist. Hierbei ist die Entstehung und die Regelmäßigkeit des Bewuchses nicht von Bedeutung. Zusätzlich gelten auch innerhalb des Walds liegende Flächen, die ihm dienen oder mit ihm verbunden sind, wie zum Beispiel Wege, Lichtungen, Wiesen, Weihnachtsbaumplantagen, Gewässer oder Ödflächen.
Nach Landeswaldgesetz zählen folgende Flächen nicht als Wald:
- kleinere Flächen, die mit einzelnen Baumgruppen, Baumreihen oder Hecken bestockt sind und in der Feldflur oder im bebauten Gebiet liegen,
- Weihnachtsbaum- und Schmuckreisigkulturen, Baumschulen, die in der Feldflur liegen und zum Wohnbereich gehörende Parkanlagen,
- mit Waldgehölzen bestockte Friedhöfe, sofern die Waldfunktionen eingeschränkt sind,
- Grundflächen, auf denen Baumarten mit dem Ziel baldiger Holzentnahme angepflanzt werden und deren Bestände eine Umtriebszeit von nicht länger als 20 Jahren haben (Kurzumtriebsplantagen),
- agroforstliche Nutzflächen, und
- mit Forstpflanzen bestockte Flächen, die am 6. August 2010 in dem in § 3 Satz 1 der InVeKoS-Verordnung bezeichneten Flächenidentifizierungssystem als landwirtschaftliche Flächen erfasst sind, solange deren landwirtschaftliche Nutzung andauert.

## Gliederung
Das Landeswaldgesetz gliedert sich in 10 Abschnitte:
1. Abschnitt I – Allgemeine Vorschriften
2. Abschnitt II – Forstliche Rahmenplanung, Sicherung der Funktionen des Waldes
3. Abschnitt III – Erhaltung, Bewirtschaftung, Schutz und Vermehrung des Waldes
4. Abschnitt IV – Verhalten im Wald
5. Abschnitt V – Organisation und Aufgaben der Landesforstverwaltung
6. Abschnitt VI – Sonderbestimmungen für den Körperschafts- und Privatwald
7. Abschnitt VII – Förderung der Forstwirtschaft, Entschädigung
8. Abschnitt VIII – Forstschutzbeauftragte
9. Abschnitt IX – Ordnungswidrigkeiten
10. Abschnitt X – Schlussbestimmungen

## Wichtige Bestimmungen

### Definitionen
Im Gesetz werden folgende Begriffe eingeführt und definiert:
Staatswald
Wald, der im Alleineigentum der Bundesrepublik Deutschland, eines Landes oder einer Anstalt oder Stiftung des öffentlichen Rechts steht.
Landeswald
Wald im Eigentum des Landes Mecklenburg-Vorpommern oder der Landesforstanstalt.
Körperschaftswald
Wald im Eigentum der Gemeinden, Landkreise, Zweckverbände oder der Körperschaften des öffentlichen Rechts ohne Gebietshoheit mit Ausnahme von Wald im Eigentum von Religionsgemeinschaften und deren Einrichtungen.
Privatwald
Wald, der weder Staatswald noch Körperschaftswald ist.
Waldbesitzer
Waldeigentümer und der Nutzungsberechtigte, sofern dieser unmittelbarer Besitzer des Waldes ist.
Kahlhieb
Flächenhafter Einschlag von Baumbeständen. Gleichgestellt sind Eingriffe, die die Bestockung ohne gesicherte Verjüngung auf unter 50 Prozent des normalen Vollbestandes der betreffenden Baumart herabsetzen.

### Grundsätze
Der einleitende Teil des Gesetzes stellt die Bedeutung des Waldes für die Gesellschaft und die Natur heraus. Die Erhaltung des Waldes wird herausgestellt und dessen Schutz Aufgabe aller. Bei Entscheidungen auf Grundlage des Waldgesetzes sollen die Interessen der Allgemeinheit und die Rechte, Pflichten und wirtschaftlichen Interessen der Waldbesitzer gerecht gegen- und untereinander abgewogen werden.
Der Staatswald wird in seiner Bedeutung zum Wohl der Allgemeinheit herausgestellt. Bestand und Flächenausdehnung sollen mindestens erhalten, wenn nicht vergrößert werden. Die Regelungen gelten analog für Körperschaftswald.

### Landesforstverwaltung
Die Behördenstruktur ist nach § 32 zweistufig. Das zuständige Ministerium fungiert als oberste Forstbehörde. Nach Verwaltungsvorschrift der Ministerpräsidentin ist dies das Ministerium für Klimaschutz, Landwirtschaft, ländliche Räume und Umwelt. Untere Forstbehörden sind der Vorstand der Landesforstanstalt und die Nationalparkämter in den Nationalparks.
Grundsätzlich obliegt die Zuständigkeit der unteren Forstbehörde. Andere Zuständigkeiten können nur durch dieses Gesetz oder durch es ermächtigte Verordnungen festgelegt werden. Bedienstete der Forstbehörden sollen nach § 33 eine Dienstbezeichnung führen und bei der Ausübung des Dienstes Dienstkleidung zeigen. Die Ausgestaltung wird durch das Ministerium festgelegt.
Zusätzlich wird die Einrichtung eines Landesforstbeirats beim zuständigen Ministerium geregelt. Dieser ist ein Beratungsgremien zu grundsätzlichen Fragen und besteht aus maximal 15 Personen, der aus Interessenverbänden, berufsständigen Vertretern, kommunalen Verbänden, Naturschutzvereinigungen und der Forstwissenschaft bestehen soll.

#### Aufgaben
In § 34 werden Aufgaben der Forstbehörden aufgezählt. Im Allgemeinen obliegt ihnen die Überwachung der forstrechtlichen Vorschriften und die nach diesem Gesetz und sonstigen Rechtsvorschriften übertragenen Aufgaben. Hierzu gehören:
1. die Verwaltung und Bewirtschaftung des Landeswaldes,
2. die Beratung, Betreuung und Förderung für die Waldeigentumsarten des Privat- und Körperschaftswaldes,
3. die Durchführung von Maßnahmen zum Schutz des Waldes und zur Förderung der Forstwirtschaft,
4. die forstliche Rahmenplanung und weitere Planungen zur Waldentwicklung,
5. die Durchführung der sich aus dem Jagdrecht ergebenden Aufgaben, insbesondere die Jagdnutzung in den Eigenjagdbezirken des Landes und der Landesforstanstalt sowie die Vertretung des Landes in den Jagdgenossenschaften,
6. die Wahrnehmung des Naturschutzes im Wald,
7. abweichend von § 34 Absatz 6 des Bundesnaturschutzgesetzes die Entgegennahme von Anzeigen, sofern es sich um Projekte im Wald handelt,
8. die Bildung für nachhaltige Entwicklung und die Waldpädafndengogik,
9. die Durchführung eines forstlichen Forschungs- und Versuchswesens zur Bereitstellung wissenschaftlicher Grundlagen für eine den regionalen Verhältnissen gerecht werdende und den Zielsetzungen des § 11 Absatz 6 sowie § 12 entsprechende, ordnungsgemäße und zukunftsorientierte Forstwirtschaft,
10. die Durchführung eines Wildwirkungsmonitorings im Wald.

Die oberste Forstbehörde ist mindestens einmal pro Legislaturperiode verpflichtet vor dem zuständigen Ausschuss über den Zustand des Waldes und der Lage der Forstwirtschaft zu berichten.
Des Weiteren obliegt ihr die Erstellung eines gutachterlichen Waldentwicklungsprogramm in welchem die landesweiten Erfordernisse und Maßnahmen der forstlichen Rahmenplanung dargelegt werden. Der Landesforstanstalt wiederum ist für die Waldzustandserfassung, der Standorterkundung, deren Kartierung und der Waldinventur zuständig. Zusätzlich ist sie für die einheitliche Fortführung der vorhandenen Daten über den Waldzustand verantwortlich. In § 11 werden die Forstbehörden verpflichtet die Ziele von Naturschutz und die Landschaftspflege zu beachten und zu unterstützen.

#### Befugnisse
Ihnen wird ein Ermessensspielraum für erforderliche Maßnahmen zur Abwehr von Verstößen und der Sicherung der Funktionsfähigkeit des Waldes zugestanden. Zur Durchsetzung werden ihnen die Befugnisse einer Sonderordnungsbehörde zugestanden. Sie haben die Befugnis Wald zu befahren und zu betreten. Waldbesitzer sind verpflichtet Auskünfte zu erteilen und Einsicht in ihre Unterlagen zu gewähren.

### Rahmenplanung
Ziel der in den §§ 8–10 geregelten forstlichen Rahmenplanung ist die Sicherung der Waldfunktionen, wie sie Eingangs des Gesetzes aufgezählt werden. Sie finden in die Programme und Pläne der Landesplanung nach § 4 Landesplanungsgesetz Eingang. Sie sind flächendeckend zu erstellen und  berücksichtigen sowohl die innerforstlichen Strukturen als auch die Wald-Umland-Beziehungen und soll die verschiedenen Belange von Landwirtschaft, Naturschutz und Landschaftspflege berücksichtigen. Des Weiteren sind die Forstbehörden bei Vorhaben als Träger öffentlicher Belange in die Planungen einzubeziehen und die Waldfunktionen müssen angemessen berücksichtigt werden. Wald darf nur in Anspruch genommen werden, soweit Planungen und Maßnahmen nicht auf anderen Flächen verwirklicht werden kann.

### Bewirtschaftung
Das Landeswaldgesetz schreibt als zentralen Grundsatz einer ordnungsgemäßen Forstwirtschaft den Erhalt einer ökologisch stabilen, vielfältigen und artenreichen Kultur- und Erholungslandschaft vor und verpflichtet Waldbesitzer zu einer nachhaltigen Waldbewirtschaftung.
Die ordnungsgemäße Forstwirtschaft verpflichtet Waldbesitzer nach § 12 insbesondere dazu
1. den Boden und die Bodenfruchtbarkeit zu erhalten sowie ein flächiges Befahren des Waldes zu vermeiden,
2. bei der Erschließung des Waldes denkmalschützende Belange und Gesichtspunkte der Landschafts-, Boden- und Bestandserhaltung zu beachten sowie ein den forstwirtschaftlichen und naturschutzfachlichen Belangen und an die Waldbrandvorsorge angepasstes Wegesystem zu unterhalten,
3. die nachhaltige Holzproduktion und die Erhaltung des Waldes als Lebensraum einer artenreichen Pflanzen- und Tierwelt zu sichern,
4. Verjüngungsmaßnahmen mit standortgerechten und geeigneten Baumarten vorzunehmen und bevorzugt Mischbestände zu begründen,
5. Forstkulturen und Naturverjüngungen ausreichend zu ergänzen, zu pflegen und zu schützen,
6. Kahlhiebe hiebsunreifer Bestände oder auf größeren Flächen zu vermeiden,
7. auf den Einsatz von Pflanzenschutzmitteln möglichst zu verzichten und weitgehend den biologischen Waldschutz anzuwenden,
8. der naturnahen Gestaltung sowie Pflege der Waldränder besondere Aufmerksamkeit zu widmen,
9. möglichst biogene Schmier- und Kraftstoffe bei maschinellen Arbeiten im Wald einzusetzen,
10. auf Wilddichten hinzuwirken, die eine natürliche Verjüngung der vorkommenden Hauptbaumarten ermöglichen,
11. Alt- und Totholz zu belassen, sofern eine wirtschaftliche Nutzung nicht vorgesehen ist,
12. den natürlichen Wasserhaushalt zu berücksichtigen und Entwässerungen zu vermeiden,
13. die Anforderungen der Richtlinie 92/43/EWG und die Anforderungen der Richtlinie 2009/147/EG in den Natura 2000-Gebieten zu beachten.

Die vorgenannten Maßnahmen gelten nicht als Eingriffe nach Naturschutzrecht.
Landeswald ist nach § 11 auf ökologischer Grundlage naturnah zu bewirtschaften. Hierbei wird auf die Entwicklung stabile, strukturreiche und anpassungsfähige Wälder zu entwickeln. Der wichtiger Fokus liegt auf den regionalen Anforderungen als Erholungs-, Bildungs- und Forschungsraum.

### Verhalten im Wald
Die §§ 28–31 regeln das Verhalten von Personen im Wald und die Befugnisse von Waldbesitzern gegenüber der Öffentlichkeit.

#### Erlaubnistatbestände
Jeder Person ist es durch das Gesetz erlaubt den Wald entgelfrei zur Erholung und auf eigene Gefahr zu betreten. Dabei gilt es darauf zu achten, dass die Lebensgemeinschaft Wald und die Bewirtschaftung des Waldes nicht gestört, der Wald nicht gefährdet, beschädigt oder verunreinigt sowie die Erholung Anderer nicht beeinträchtigt wird. Ebenso ist das Befahren mit Fahrrädern erlaubt und das Reiten und Fahren mit Pferdegespannen auf eigens ausgewiesenen Reitwegen möglich. Nach § 29 ist das Aufstellen und Bewirtschaften von Bienenwagen und -ständen erlaubnisfrei.
Alle Personen haben das Recht, soweit es mit dem Naturschutz im Einklang steht, Waldfrüchte wie Beeren, Kräuter, Nüsse und Pilze in geringen Mengen zu sammeln. Ebenso erlaubt das Landeswaldgesetz die Handstraußregel, also das Sammeln von Blumen, Farnkraut, Gräsern und Zweigen für den eigenen Bedarf. Zusätzlich ist es im Staatswald gestattet auf den Boden gefallenes dürres oder angefaultes Holz von geringem Durchmesser für den eigenen Bedarf zu sammeln.

#### Verbote
Folgende Bereiche des Waldes dürfen nicht betreten werden:
- Forstkulturen und Jungwüchse bis zu einer Höhe von vier Metern,
- Pflanzgärten und Wildäcker,
- Waldflächen und Waldwege, auf denen Holz eingeschlagen, bearbeitet oder bewegt wird oder auf denen sonstige Waldarbeiten durchgeführt werden,
- sonstige forstbetriebliche, jagdliche oder fischereiwirtschaftliche Einrichtungen,
- forstbehördlich gesperrte Waldflächen und Waldwege.

Das Mitführen von Tieren im Wald ist nicht gestattet. Ausgenommen hiervon sind Hunde, welche angeleint geführt werden müssen.
Eine weitere Einschränkung ist das Verbot des Befahrens von Waldwegen mit Kraftfahrzeugen. Dies ist nur wenigen Befugten gestattet. Ein grundsätzliches Verbot besteht für das Zelten und das Abstellen von Wohnwagen, Wohnmobilen und Verkaufsständen.

### Ordnungswidrigkeiten
Die Tatbestände, welche als Ordnungswidrigkeiten geahndet werden sind in § 51 aufgeführt. Die Vergehen, welche mit bis zu 75.000 € geahndet werden sind:
Rodung, Kahlschlag oder starke Bestandsreduktion von Waldflächen ohne die notwendige Genehmigung, eine verfrühte Abholzung, die Zerstörung oder erhebliche Beeinträchtigung des Gesundheitszustand von Wald oder dessen Boden, die Zuwiderhandlung von Rechtsverordnungen zum Waldschutz oder über Schutz-, Erholungs-, Kur- oder Heilwald zuwiderhandelt. Ebenfalls genannt wird das Abladen von Abfall oder Einleiten von Abwasser im Wald.
Die weiteren aufgezählten Verstöße gegen Bestimmungen des Landeswaldgesetzes werden mit Geldbußen bis zu 7.500 € geahndet.
Das Gesetz befugt zur Einziehung von Gegenständen, mit welchen die Vergehen durchgeführt wurden.

## Verordnungsermächtigungen
Folgende Exekutivorgane werden durch das Gesetz ermächtigt für die genannten Bereiche Verordnungen zu erlassen:
| Exekutivorgan laut Gesetz | Behörde                                                                                                   | Paragraf     | Bereich |
| ------------------------- | --- | ------------ | --- |
| Landesregierung           | Landesregierung von Mecklenburg-Vorpommern                                                                | § 3 Abs. 3   | Führen eines Waldverzeichnesses, insbesondere zu dessen Inhalt, Zuständigkeiten, Mitwirkung der Beteiligten und Nutzung personenbezogener Daten |
| oberste Forstbehörde      | Ministerium für Klimaschutz, Landwirtschaft, ländliche Räume und Umwelt des Landes Mecklenburg-Vorpommern | § 11 Abs. 4  | Anforderungen an die Waldzustandsbeschreibung und die Planung                                                                                   |
| oberste Forstbehörde      | Ministerium für Klimaschutz, Landwirtschaft, ländliche Räume und Umwelt des Landes Mecklenburg-Vorpommern | § 11 Abs. 6  | Nähere Regelungen zur Bewirtschaftung des Landeswaldes                                                                                          |
| oberste Forstbehörde      | Ministerium für Klimaschutz, Landwirtschaft, ländliche Räume und Umwelt des Landes Mecklenburg-Vorpommern | § 15 Abs. 6  | Höhe und Verfahren zur Erhebung einer Walderhaltungsabgabe                                                                                      |
| oberste Forstbehörde      | Ministerium für Klimaschutz, Landwirtschaft, ländliche Räume und Umwelt des Landes Mecklenburg-Vorpommern | § 15 Abs. 11 | Grundsätze der fachlichen Bewertung von Maßnahmen zum Ausgleich nachteiliger Folgen einer Umwandlung von Wald                                   |
| oberste Forstbehörde      | Ministerium für Klimaschutz, Landwirtschaft, ländliche Räume und Umwelt des Landes Mecklenburg-Vorpommern | § 19 Abs. 3  | nähere Bestimmungen zum Schutz der Wälder vor Waldbränden und weiten abiotischen und biotischen Schäden                                         |
| oberste Forstbehörde      | Ministerium für Klimaschutz, Landwirtschaft, ländliche Räume und Umwelt des Landes Mecklenburg-Vorpommern | § 20 Abs. 1  | Ausnahmen des Abstands baulicher Anlagen |
| oberste Forstbehörde      | Ministerium für Klimaschutz, Landwirtschaft, ländliche Räume und Umwelt des Landes Mecklenburg-Vorpommern | § 21 Abs. 5  | Erklärung von Wald zu Schutzwald |
| oberste Forstbehörde      | Ministerium für Klimaschutz, Landwirtschaft, ländliche Räume und Umwelt des Landes Mecklenburg-Vorpommern | § 22 Abs. 3  | Erklärung von Wald zu Erholungs-, Kur- oder Heilwald                                                                                            |
| oberste Forstbehörde      | Ministerium für Klimaschutz, Landwirtschaft, ländliche Räume und Umwelt des Landes Mecklenburg-Vorpommern | § 30 Abs. 4  | Kennzeichnung von Schutz- und Erholungs-, Kur- und Heilwald, sowie gesperrtem Wald                                                              |
| oberste Forstbehörde      | Ministerium für Klimaschutz, Landwirtschaft, ländliche Räume und Umwelt des Landes Mecklenburg-Vorpommern | § 33         | Regelungen zu Dienstkleidung und Dienstbezeichnungen von Bediensteten der Forstbehörden                                                         |
| oberste Forstbehörde      | Ministerium für Klimaschutz, Landwirtschaft, ländliche Räume und Umwelt des Landes Mecklenburg-Vorpommern | § 41 Abs. 2  | Übertragung von Aufgaben der unteren Forstbehörde auf staatlich anerkannte kommunale Forstbehörden                                              |